# Trachelomonas volvocina
Trachelomonas volvocina is een soort in de taxonomische indeling van de Euglenozoa. Deze micro-organismen zijn eencellig en meestal rond de 15-40 mm groot. Het organisme komt uit het geslacht Trachelomonas en behoort tot de familie Euglenaceae. Trachelomonas volvocina werd in 1833 ontdekt door Ehrenberg.